# Börje Hörnlund
Börje Hörnlund (ur. 17 czerwca 1935 w Nordmaling) – szwedzki polityk i leśnik, poseł do Riksdagu, w latach 1991–1994 minister zatrudnienia, od 1996 do 2000 gubernator regionu Västernorrland.

## Życiorys
Z wykształcenia leśnik, studia ukończył w 1960, trzy lata później uzyskał magisterium. Pracował w administracji leśnej, m.in. kierował dyrekcją regionalną. Był członkiem rady regionu Västerbotten, obejmował również różne funkcje w administracji regionalnej. Należał do Partii Centrum, z której wystąpił w 2010. W latach 1976–1996 sprawował mandat deputowanego do Riksdagu. Od października 1991 do października 1994 sprawował urząd ministra zatrudnienia w rządzie Carla Bildta. W latach 1996–2000 był gubernatorem regionu Västernorrland.